# Казімеж Лукоський
Казімеж Лукоський, пс. «Орлик» (пол. Kazimierz Orlik-Łukoski; 13 вересня 1890 Сокул — квітень 1940, Харків) — бригадний генерал Війська Польського, кавалер ордена Virtuti Militari, жертва Катинської бійні.

## Життєпис
Він був сином Ігнація та Владислави, уродженої Квасеборської. У 1910 році закінчив реальну гімназію у Варшаві. У 1911—1914 роках навчався у Вищій сільськогосподарській школі у Відні. Був членом (з 1912) і останнім командиром польських стрілецьких команд у Відні. У 1914—1917 роках служив у польських легіонах. З 31 січня по 9 березня 1917 р. був слухачем курсів офіцерів Генерального штабу у Варшаві. 22 березня 1917 року був призначений до 2-го піхотного полку. 3 червня 1917 р. призначений до Навчальної інспекції польських збройних сил ад'ютантом генерала Фелікса фон Барта. У 1917—1918 рр. в тому числі у Польському допоміжному корпусі, потім у II Польському корпусі в Росії. Був командиром 6-го польського стрілецького полку у Армії Галлера, який 1 вересня 1919 року, після повернення в країну та об'єднання з Військом Польським, був перейменований у 48-й піхотний полк прикордонних стрільців.
Командував 48-м піхотним полком до 25 серпня 1920 року, а потім прийняв командування 21-ю піхотною бригадою. Він також тимчасово командував XXII піхотною бригадою. У жовтні 1921 року призначений командиром піхотної дивізії 12-ї стрілецької дивізії в Тернополі. 3 травня 1922 р. завірений у званні полковника зі старшинством 1 червня 1919 р. і 98 посадою в офіцерському корпусі піхоти. У серпні 1925 року переведений до 15-ї піхотної дивізії в Бидгощі на посаду командира піхоти дивізії. 7 березня 1927 року призначений командиром 11-ї піхотної дивізії в Станіславові. 1 січня 1928 року президент Республіки Польща Ігнацій Мосціцький привів його до звання бригадного генерала 1 січня 1928 року і на 4-му місці в генеральському корпусі. На посаді командира дивізії залишався до 7 липня 1939 року.
У вересні 1939 р. командував Оперативною групою «Ясло» (перейменовано в «Південну») в армії «Карпати». Після агресії СРСР проти Польщі потрапив до радянського полону і перевезений до табору в Старобельську. Навесні 1940 р. був убитий у Харкові НКВС.
Казімеж Лукоський був одружений з Іреною Юнг, від якої мав двох синів: Анджея (командир 1-ї роти "Мацек " батальйону «Зоська» Армії Крайової), який загинув 18 серпня 1944 року під час Варшавського повстання, та Єжи.

## Ордени та відзнаки
- Срібний хрест ордена Virtuti Militari (1922)[5][6]
- Командорський хрест ордена Відродження Польщі (11 листопада 1937)[7][8]
- Хрест Незалежності (20 січня 1931 р.)[9]
- Офіцерський хрест ордена Відродження Польщі (2 травня 1923 р.)[5][10]
- Хрест Хоробрих (чотири рази)[5]
- Золотий хрест заслуги (двічі: 17 березня 1930 р.[11], 13 травня 1933 р.[12])
- Пам'ятна медаль за війну 1918—1921 рр.[5]
- Медаль десятиліття відновленої незалежності[5]
- Золотий Почесний знак Ліги протиповітряної та газової оборони 1-го ступеня[13]
- Офіцерський знак «Парасолька»
- Великий офіцер ордена румунської корони (1929, Румунія)[5][14]
- Медаль Перемоги («Médaille Interalliée»)[5]

## Почесні звання
У 1938 року йому присвоєно звання «Почесний громадянин Станиславова».

## Вшанування пам'яті
Указом Президента Республіки Польща Леха Качинського від 5 жовтня 2007 р. № 112-48-07 посмертно присвоєно звання генерал-майора. Про акцію було оголошено 9 листопада 2007 року у Варшаві під час церемонії «Пам'ятаємо Катинь — вшануймо пам'ять Героїв».
15 серпня 2014 року, до 94-ї річниці Варшавської битви, в Оссуві на цвинтарі загиблих у Варшавській битві в Оссуві було відкрито меморіальну дошку вшанування пам'яті восьми командирів польських частин, які брали участь у боях, які в 1940 р. були жертвами катинської розправи. На ній зазначені: генерал-майор Станіслав Галлер, генерал-майор Генрик Мінкевич, генерал-майор. Леонард Скірський, бригадний генерал Броніслав Богатеревич, бригадний генерал Казімєж Орлік-Лукоскі, бригадний генерал Мечислав Сморавінський, полковник Стефан Косецький, лейтенант Вільгельм Каспшикевич.